# Jan Papłoński
Jan Teodor Wibultowicz Papłoński (ur. 12 listopada 1819 w Widzach k. Brasławia, zm. 28 listopada 1885 w Warszawie) – polski historyk, polonista, encyklopedysta, działacz społeczny, dyrektor Instytutu Głuchoniemych i Ociemniałych w Warszawie, Rzeczywisty Radca Stanu, profesor Szkoły Głównej Warszawskiej, dyrektor Szkoły Żeńskiej Rządowej oraz tłumacz.

## Życiorys
W roku 1885 ukończył gimnazjum w Wilnie, a następnie studiował na Uniwersytecie Moskiewskim, gdzie otrzymał stopień kandydata nauk filologiczno-historycznych. Był nauczycielem w Szkole Sztuk Pięknych w Warszawie. Od 1864 roku był profesorem gramatyki porównawczej w Warszawskiej Szkole Głównej.
W latach 1867–1885 pełnił funkcję dyrektora Instytutu Głuchoniemych w Warszawie, w którym wprowadził zmiany przyczyniające się do rozwoju tej instytucji. W 1865 roku za jego sprawą zrealizowano projekt założenia fermy, na której osoby głuche pochodzące ze wsi mogłyby szkolić się w pracy gospodarskiej.
W 1883 roku był również inicjatorem oraz założycielem Warszawskiego Towarzystwa Głuchoniemych (późniejsza nazwa Chrześcijańskie Towarzystwo Głuchoniemych „Opatrzność”). W 1861 roku Papłoński był wizytatorem szkolnym. W ramach swoich obowiązków na polecenie ówczesnego dyrektora Komisji Rządowej Wyznań Religijnych i Oświecenia Publicznego margrabiego Aleksandra Wielopolskiego przybył do Kalisza, gdzie jego zadaniem było zażegnanie sporu pomiędzy uczniami a rosyjskimi pedagogami.
Jan Papłoński zmarł w 1885 roku w wieku 66 lat na zawał serca. Został pochowany na cmentarzu Powązkowskim (kwatera I-2-4).

## Dzieła

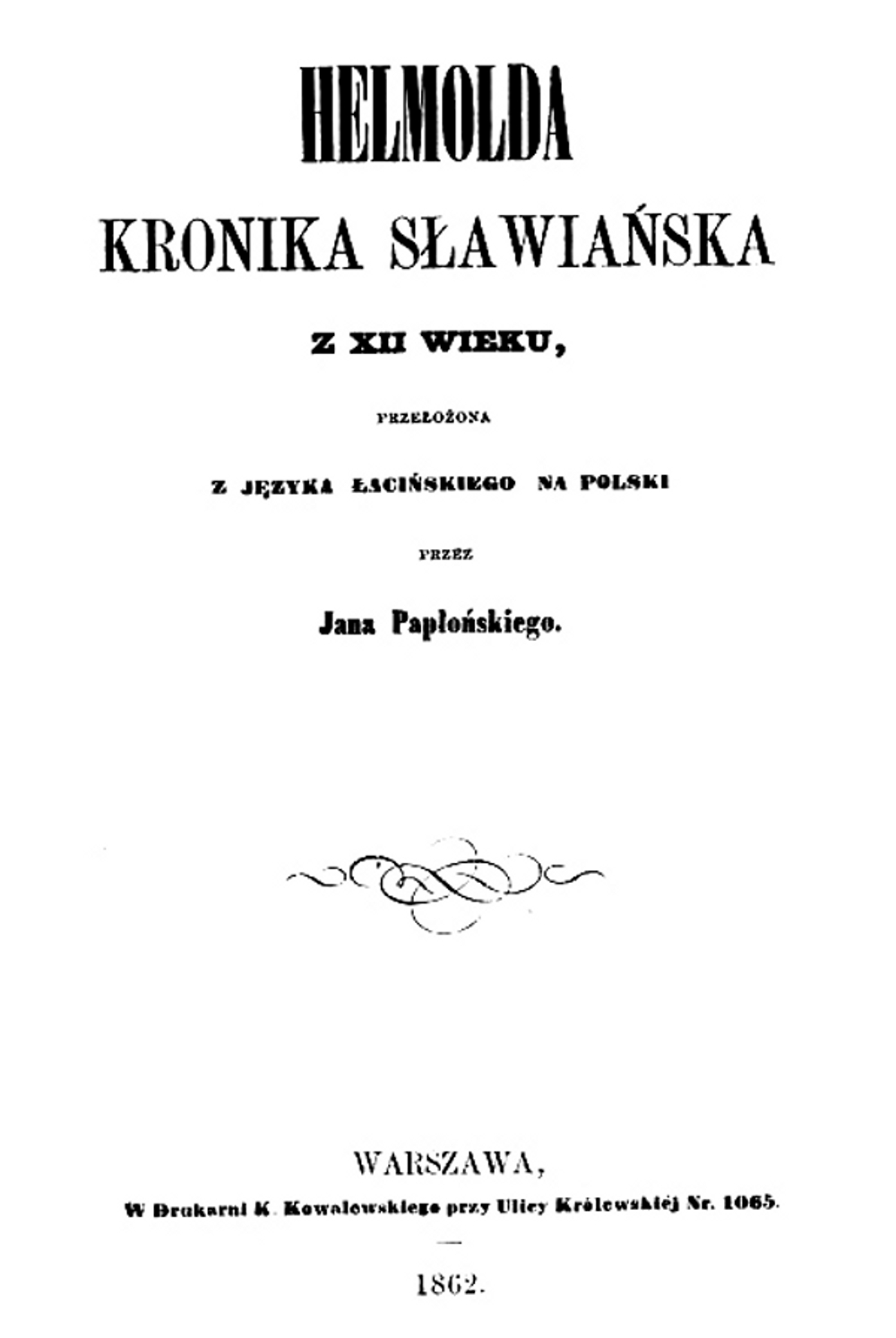
Kronika Słowian wydana w 1862 w tłumaczeniu Jana Papłońskiego.

Jan Papłoński publikował głównie prace z zakresu językoznawstwa oraz historii. Oprócz rozpraw w czasopismach polskich i rosyjskich dokonał z łaciny pierwszego przekładu na język polski XII. wiecznej Kroniki Słowian. Część swoich prac poświęcił historii ruchu na rzecz głuchych i ociemniałych w Polsce.
- Tłumaczenie Kroniki Słowian pt. Helmolda Kronika Sławiańska z XII wieku (1862) – było to pierwsze polskie tłumaczenie średniowiecznej Kroniki Słowian niemieckiego historyka Helmolda[7]
- Zasady i zakres wychowania domowego oraz historyja metody poglądowej (1879)[8]
- O początku i rozmaitości mowy (1867)[9]
- Lekcyja wstępna filologii porównawczej sławiańskiej (1867)[10]
- Historya Warszawskiego Instytutu Głuchoniemych i Ociemniałych, Warszawa. W drukarni Instytutu Głuchoniemych i Ociemniałych, 1873
- Nowe szkoły dla głuchoniemych, Warszawa. W drukarni Instytutu Głuchoniemych i Ociemniałych, 1877
- Ks. Jozafat Szczygielski b. Rektor Warszawskiego Instytutu Głuchoniemych i Ociemniałych, Pamiętnik Warszawskiego Instytutu Głuchoniemych i Ociemniałych, 1883/84

Był autorem haseł do 28 tomowej Encyklopedii Powszechnej Orgelbranda z lat 1859–1868. Jego nazwisko wymienione jest w I tomie z 1859 roku na liście twórców zawartości tej encyklopedii.

## Upamiętnienie
- W sali „Opatrzności” wisiał portret Papłońskiego.
- Na grobie Jana Papłońskiego w uznaniu jego dokonań „Opatrzność” ufundowała pamiątkową tablicę, która została skradziona.